# Sonnighorn
Le Sonnighorn ou Pizzo Bottarello est un sommet des Alpes valaisannes, à la frontière entre l'Italie et la Suisse. Il culmine à 3 487 ou 3 488 mètres d'altitude.

## Géographie
Le Sonnighorn se situe au fond du Saastal (bassin du Rhône) et au fond de la vallée d'Antrona (bassin du Pô).